# Rio Guappero
Il Rio Guappero è un corso d'acqua del Monte Pisano, incluso completamente nel comune di Lucca.
Nasce in località Berti presso Santa Maria del Giudice e superato San Lorenzo a Vaccoli confluisce insieme al Rio Coselli e al Rio di Vorno nelle casse di espansione dei cosiddetti "bottacci" di Massa Pisana, subito dopo in località Pontetetto sfocia nel Canale Ozzeri.
Secondo il Prof. R. Ambrosini il toponimo ha origine germanica, più precisamente gotica, quindi basso tedesca.